# Blood Father
Blood Father är en engelskspråkig fransk action thriller film från 2016 regisserad av Jean-François Richet, skriven av Peter Craig baserat på hans roman med samma namn, med bland andra Mel Gibson, Erin Moriarty, Diego Luna, Michael Parks och William H. Macy i rollerna.
Filmen hade världspremiär på filmfestivalen i Cannes den 26 maj 2016. Filmen släpptes den 12 augusti 2016 av Lionsgate Premiere.

## Handling
John Link (Mel Gibson) är en före detta alkoholist och drogmissbrukare som har ett förflutet i fängelse och varit medlem i ett motorcykelgäng. Han försörjer sig som tatuerare och bor ensam i en trailer park i USA där han är god vän med Kirby (William H. Macy). En dag får John ett telefonsamtal från sin 16-åriga dotter Lydia (Erin Moriarty) som nu ber om hans hjälp efter att hon skjutit och anklagats av sin pojkvän för att stulit en förmögenhet från kartellen. Hennes far gör nu allt för att hjälpa sin dotter.